# Пастиш
Пасти́ш (фр. pastiche: від італ. pasticcio) — вторинний художній твір (літературний, музичний, драматичний тощо), що імітує стиль роботи одного чи кількох авторів. На відміну від пародії, пастиш не так висміює, як вшановує оригінал.
У літературі пастиш найчастіше — це продовження або інакша сюжетна версія первинного (авторського) твору, що зберігає авторські стиль, персонажів, антураж, час дії тощо. На відміну від стилізації й т. зв. фанфіків, які дозволяють вільніше трактувати вихідний матеріал, літературний пастиш висуває жорсткі критерії до автора з погляду введення додаткових персонажів і розвитку сюжету.